# Solfatara (volcán)

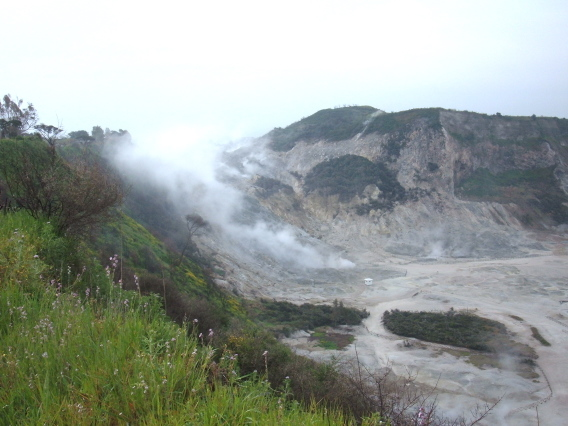
Solfatara de Pozzuoli.

La Solfatara es un cráter volcánico situado en las proximidades de la ciudad de Pozzuoli (o Puteoli), al oeste de Nápoles. Su nombre proviene del latín Sulpha terra, «tierra de azufre». Se formó hace unos 4.000 años y su última erupción se remonta a 1198, con probablemente una explosión freática. La Solfatara es un volcán llano cubierto de cenizas y de azufre. Tiene principalmente una actividad post-volcánica bastante importante constituida por fumarolas. Forma parte de los Campos Flégreos.